# 쿠이다도 콘 엘 앙헬 (2008년 텔레노벨라)
《쿠이다도 콘 엘 앙헬》(스페인어: Cuidado con el ángel)은 2008년부터 2009년까지 방영된 멕시코의 텔레노벨라이다. 지난 1974년 베네수엘라의 텔레노벨라 《우나 무차차 야마다 밀라그로스》을 원작으로 한 작품이다.

## 캐스트
- 마이테 페로니 - 마리아 데 헤수스 《마리추이》 벨라르데
- 윌리엄 레비 - 후안 미구엘 산 로만
- 헬레나 로호 - 세실리아 산토스 데 벨라르데
- 리카르도 블루메 - 퍼트리쇼 벨라르데 델 보스케
- 라우라 사파타 - 오네리아 몬테네그로 비우다 데 마예르
- 에비타 무뇨스 - 칸데라리아 마르티네즈
- 마야 미샬스카 - 블랑카 실바 카스트로 / 이베타 도르레아크
- 아나 퍼트리샤 로호 - 에스테파니아 로하스 / 에스테파니아 벨라르데 산토스
- 미셸 비트 - 아나 후리아 비야시뇨르
- 레네 스트리크레르 - 오마르 콘트레라스